# 알렉산드리아 전례
알렉산드리아 전례(Alexandrian rites)는 콥트 정교회, 에리트레아 정교회, 에티오피아 정교회, 동방 가톨릭교회에서 사용되는 전례이다. 종교 의식에서 복음사가 마르코, 카이사레아의 바실리오, 알렉산드리아의 키릴로스, 나지안조스의 그레고리우스의 예전적 요소가 포함되어 있다. 알렉산드리아 전례는 콥트 전례와 그으즈 전례로 분류된다.
콥틱 예전은 이집트에서 유래된 전례로 콥트어를 전통적으로 그리스어와 함께 사용한다. 콥트 정교회(Coptic Orthodox)와 콥트 가톨릭 교회(Coptic Catholic Churches)에서 사용된다. 아랍어와 여러 다른 현대 언어(영어 포함)도 사용된다.
그으즈 예전은 에티오피아, 에리트레아에서 유래된 전례로 그으즈어를 사용한다. 에티오피아 정교회, 에리트레아 정교회, 에티오피아 가톨릭 교회, 에리트레아 가톨릭 교회에서 사용된다.